# زویلا آرورا کاسرس
زویلا آرورا کاسرس مورنو (۱۸۷۷–۱۹۵۸) نویسنده پروئی-اروگوئه‌ای بود که با جنبش ادبی مدرنیسمو (مدرنیسم اسپانیایی) مرتبط است. او که بیشتر عمر خود را در اروپا گذراند، آثاری در قالب رمان، مقاله، ادبیات سفر و همچنین زندگینامه همسرش انریکه گومنس کاریو (رمان‌نویس گواتمالایی) خلق کرد.

## زندگی
کاسرس در سال ۱۸۷۷ به عنوان دختر آندرس آولینو کاسرس (رئیس‌جمهور سابق پرو) و آنتونیا مورنو لیوا (بانوی اول پرو) متولد شد. زندگی او به شدت تحت تأثیر رویدادهای تاریخی پرو از جمله:
جنگ اقیانوس آرام (۱۸۷۹-۱۸۸۳)
جنگ داخلی پرو در ۱۸۹۵
تبعید روشنفکران به پاریس
قرار گرفت. در طول جنگ اقیانوس آرام، خواهرش هنگام فرار خانواده از دست نیروهای شیلیایی کشته شد. پدرش که در آن زمان سرهنگ ارتش پرو بود، جنگ چریکی علیه اشغالگران شیلیایی را رهبری می‌کرد. پس از شکست پرو و بولیوی در این جنگ و اشغال لیما توسط شیلی، ژنرال کاسرس به عنوان دیپلمات به اروپا رفت، سپس به ریاست جمهوری رسید و نهایتاً پس از کودتای خونین ۱۸۹۵ تبعید شد.
کاسرس که ابتدا در آلمان تحت آموزش راهبه‌ها قرار گرفته بود، بعدها در دانشگاه سوربن پاریس تحصیل کرد. او با چهره‌های برجسته جنبش مدرنیسمو از جمله آمادو نروو، روبن داریو و همسرش انریکه گومنس کاریو ارتباط نزدیکی داشت

## نوشته ها
کاسرس مسیرهای سیاسی متنوعی را پیمود و در زمینه‌های مختلف نویسندگی فعال بود. به گفته سزار لوانو، او:
در ۱۹۱۱ جنبش تکامل زنانه را پایه‌گذاری کرد
در ۱۹۱۹ اعتصاب زنان برای دسترسی به غذا را سازماندهی نمود
در ۱۹۲۴ سازمان "فمینیسم پرو" را تأسیس کرد
او از مدافعان سرسخت حق رأی زنان بود و با آنجلا راموس همکاری نزدیکی داشت. بعدها با سازمان ضد فاشیست اقدام زنانه نیز همکاری کرد. مقالات او اخیراً مورد توجه محققانی قرار گرفته که سعی در درک مدرنیسم از منظر جنسیت دارند.
رمان "لا روزا موئرتا" (رز مرده) او که پس از نزدیک به یک قرن فراموشی مجدداً کشف شده، نخستین بار در ۱۹۱۴ در پاریس منتشر شد. کاسرس در این اثر که ویژگی‌های سبکی مدرنیسمو را دارد، با پارامترهای ایدئولوژیک این جنبش مردانه به چالش برخاست. ویژگی‌های بارز رمان:
شخصیت اصلی زن که هم تصویر آرمانی زن مدرنیستا را تجسم می‌بخشد و هم کنترل فعال زندگی جنسی خود را به دست می‌گیرد.
استفاده نمادین از ابزارهای ارتباطی و پزشکی (به جای انسان‌ها) به عنوان اشیاء محوری داستان که بازتابی از اوج عصر صنعتی است.
فضاسازی داستان بین برلین و پاریس (مکان‌های محبوب مدرنیست‌ها)
ارائه تصویری زنانه از روابط زن و مرد که پارادایم ادبی مدرنیسموی مردانه را گسترش می‌دهد
مردان آرمانی داستان نه شوهران سنتی، بلکه پزشکان و دانشمندان فارغ از نگرش‌های شوونیستی هستند
شخصیت اصلی رمان به یکی از متخصصان زنان خود علاقه‌مند می‌شود و صحنه‌هایی در کلینیک پاریس می‌آفریند که برای خوانندگان سال ۱۹۱۴ بسیار جسورانه و رسوایی‌آمیز محسوب می‌شد. این اثر نمادین، رویکرد نوگرایانه کاسرس به مسائل جنسیتی و اجتماعی عصر خود را به خوبی نمایان می‌سازد.

## آثار
- آنجلینا، ایوا. "رهایی از آزادی ماجر". El Búcaro Americano 1.6/1.7 (15 de mayo; 1 de junio de 1896): 117-118، 127-30.
- کاسرس، زویلا آرورا. مجرس د آیر ای د هوی . پاریس: گارنیر هرمانوس، 1910.
- کاسرس، زویلا آرورا. Oasis de arte . پرولوگوی روبن داریو. پاریس: Garnier Hermanos, c. 1910-1911.
- کاسرس، آرورا La rosa muerta بایگانی‌شده  در ۲۰۲۱-۰۹-۱۶ توسط Wayback Machine   / Las perlas de Rosa . Prologo Amado Nervo. پاریس: گارنیر هرمانوس، 1914.
- کاسرس، زویلا آرورا و آندرس آولینو کاسرس. La Campaña de la Breña، Memorias del Mariscal del Perú، D. Andrés A. Cáceres . لیما، ایم. آمریکانا، 1921.
- Cáceres، Z. Aurora (Evangelina). لا سیوداد دل سل پرولوگوی انریکه گومز کاریلو. لیما: Librería Francesa Científica/Casa Editorial F. Rosay، 1927.
- کاسرس، [زویلا] شفق قطبی (اوانجلینا). Mi vida con انریکه گومز کاریلو مادرید: Renacimiento، 1929.
- کاسرس، زویلا آرورا. La princesa Suma Tica (narraciones peruanas) . مادرید: سرمقاله Mundo Latino، 1929.
- کاسرس، زویلا آرورا. Labor de armonía interamericana en los Estados Unidos de Norte América، 1940-1945 . واشنگتن، 1946.
- کاسرس، زویلا آرورا. Epistolario relativo a Miguel de Unamuno. En Unamuno y el Pro . اد. ویلفردو کپسولی لیما/سالامانکا: Universidad Ricardo Palma/ Universidad de Salamanca، 2002: 27–31.
- کاسرس، آرورا یک رز مرده ترانس لورا کانوست. Stockcero، 2018.

## همکاران آراورا
- آریولا گرانده، مائوریلیو Diccionario Literario del Perú: Nomenclatura por autores . دوس تومز. لیما: Editora Universo، 1983.
- فردریک، بانی. هریت بیچر استو و مادر فضیلت: آرژانتین، 1852-1910. مجله تاریخ زنان 18.1 (1385): 101-120.
- گلیکمن، رابرت جی. Vestales del Templo azul: notas sobre el feminismo hispanoamericano en la época modernista . تورنتو: آکادمی هنرهای کانادا، 1996.
- هررا، ادواردو. “Una visita a Evangelina”. En La ciudad del sol de Aurora Cáceres. لیما: Librería Francesa Científica/Casa Editorial E. Rosay، 1927: 185–193.
- کانوست، لورا. «مقدمه مترجم». یک رز مرده اثر آرورا کاسرس. ترانس لورا کانوست. Stockcero، 2018: vii-xxv.
- لوانو، سزار. "Las mujeres y el poder" Caretas (1999).
- میناردی، جیوانا. «روایت زنانه در پرو دل سیگلو XX». Alba de América 37/38 (2001): 177–196.
- روخاس–ترمپه، بانو. “Escritoras peruanas alba del próximo milenio”. En Perú en su cultura . ویرایش ها دانیل کاستیلو دورانته و بورکا ساتلر. لیما/اتاوا: PromPerú/دانشگاه اتاوا؛ 2002: 175-181.
- روخاس ترمپه، بانو. "Mujeres y movimientos sociales en América Latina: Angela Ramos y Magda Portal, escritoras políticas de pie en la historia del Perú" بایگانی‌شده  در ۲۰۲۱-۰۴-۱۱ توسط Wayback Machine   . بحث: Literatura y género (2004).
- وارد، توماس. «Los caminos posibles de Nietzsche en el modernismo» ، Nueva Revista de Filología Hispánica 50.2 (julio-diciembre de 2002): 480-515.
- وارد، توماس. "مقدمه" . لا روزا موئرتا بوئنوس آیرس: Stockcero، 2007: vii-xxiv. شابک 987-1136-61-7